# Резаненко Володимир Федорович
Володимир Федорович Резаненко (нар. 2 травня 1937) — український науковець, доктор філологічних наук, суспільствознавець. Спеціаліст з китайської ієрогліфічної писемності, японської мови. Автор перших в СРСР дисертаційних досліджень, присвячених проблемі семантико-графічної системи китайської ієрогліфічної писемності.

## Життєпис
Резаненко Володимир Федорович — провідний український сходознавець-японіст, доктор філологічних наук, професор; спеціаліст з ієрогліфічної писемності, японської мови. Один із перших дослідників на пострадянському просторі проблем семантико-графічної писемності японської мови та китайської мов. Головний редактор наукового журналу «Українська орієнталістика», керівник наукової школи «Японське суспільство: джерела-історія-сучасність» та «Школа Конфуція».
У перші роки Незалежності України Резаненко Володимир Федорович стояв біля витоків українсько-японських відносин в культурній та освітніх сферах, закладав фундамент майбутніх відносин між Україною та Японією в науково-технічній сфері. Зокрема, за ініціативи професора В. Ф. Резаненка в Україні було засновано першу громадську організацію спрямовану на розвиток українсько-японських відносин – Українську асоціацію ділового співробітництва з Японією в галузі науки і техніки (УНІТІ), колективними членами якої стали провідні науково-дослідні інститути Академії наук, вищі навчальні заклади України, відомі діячі науки і техніки. 
За сприяння професора Резаненка В. Ф. були встановлені одні з перших контактів українських вчених із японськими науковцями, зокрема, з Університету Осака, Університету Кіото, Токійського технологічного інституту, Університету Ібаракі, Університетом Нагоя, Університету Гунма, Університету Ніігата та ін. Під головуванням В. Ф. Резаненка проводилися перші наукові конференції з японістики в Україні. 
У 1992 року професор Резаненко В. Ф. очолив Українську асоціацію науково-технічного та культурного співробітництва з країнами Азіатсько-Тихоокеанського регіону, в рамках діяльності якої налагоджувалися перші контакти Незалежної України з японськими компаніями. 
У перші роки Незалежності В. Ф. Резаненко також брав участь у перших контактах представників української влади з представниками Японії. Зокрема, був перекладачем під час переговорів першого президента України Л. Кравчука та Голови Верховної Ради України І. Плюща з представниками японського уряду. 
Із 2012 року Резаненко В. Ф. працює на посаді професора Київського столичного університету імені Бориса Грінченка, викладає цілу низку нормативних курсів: «Практичний курс японської мови», «Практична граматика японської мови», «Практичний курс ієрогліфіки», «Лексикологія японської мови», «Історія японської мови». А також Є керівником наукової школи «Японське суспільство: джерела-історія-сучасність», в рамках якої під його керівництвом українські студенти-японісти перекладають праці японських дослідників, досліджують японські традиції та мову.
У 2018 році нагороджений найвищою відзнакою Японії – нагородою Імператора Японії «Орденом Вранішнього Сонця»

## Праці

### Статті
1. К вопросу о лексико-иероглифическом тестировании при обучении японскому языку // Исследования по романской и германской филологии. — К.: Вища школа, 1977.
2. Зрительные образы восприятия идеограмм текста и особенности их формирования // Психолингвистическая и лингвистическая природа текста и особенности его восприятия / відповід. редактор Жлуктенко Ю. — К.: Вища школа, 1979.
3. Некоторые вопросы аналитического этапа перевода китайских и японских текстов (иероглифический аспект) // Теория и практика перевода. Республиканский междуведомственный научный сборник, Вип. 8, К.: Вища школа, 1982.
4. Семантическая реконструкция знака и проблемы перевода некоторых ключевых терминов древнекитайской культуры // К.: КГУ, 1985 (соавторство)
5. К проблеме преемственности свойств внутренней формы китайских иероглифов // Актуальные вопросы китайского языкознания: материалы 5-й Всесоюзной конференции (Москва, июнь 1990). — М.: Наука, 1990.
6. О визуализации знаний для интеллектуальных систем на основе графо-семантических элементов // Моделирование и оценка резервных возможностей развивающихся систем. — К.: Институт кибернетики АН Украины, 1991 (соавторство).
7. До проблеми семантики циклічних знаків даоського кола: матеріали 1-ї Всеукраїнської науково-практичної сходознавчої конференції, Вип. 1, К.: НаУКМА, 1998.
8. До проблеми семантико-графічної структури ієрогліфічних символів п'яти стихій китайської космогонії («усін»): матеріали 1-го Українського симпозіуму з мовознавства та літератур країн Азійсько-Тихоокеанського регіону, Вип. 1, К.: НаУКМА, 1999.
9. До проблеми інтерпретації деяких ключових понять китайсько-японської філософсько-релігійної традиції Наукові записки Національного університету «Києво-Могилянська академія», Т. 18, К.: НаУКМА, 2000.
10. Роль релігійно-філософських вчень у формуванні японського соціуму Україна — країни Сходу в XXI столітті: діалог мов, культур, цивілізацій: матеріали 5-ї Всеукраїнської науково-практичної конференції (Київ, 18 −19 квітня 2003). — К.: Фенікс, 2004 (співавторство).
11. До проблеми семантики ключових понять у дослідженнях релігійно-філософських вчень Далекого Сходу // Вісник Львівського університету (серія філологічна), Вип. 36, Львів: ЛНУ, 2005.
12. Сінто в контексті китайсько-японської релігійно-філософської традиції (до проблеми синкретизму) // Духовність, мораль, етика традиційних суспільств Далекого Сходу / Відповід. редактор Резаненко В. — К.: Видавничий дім «КМ Академія», 2007, 294 с.
13. Громадянське суспільство: ідеї Заходу та реалії Сходу // Громадянське суспільство: проблеми теорії та практики / Упор. Рябов С. — К.: НаУКМА, 2008.
14. Конфуціянський фактор у японській моделі високо-інформаційного (network) суспільства // Конфуцианство: философия, этика, политика / Відповід. ред. Кононова И., Харченко С. — Луганськ : Альма матер, 2008.
15. Буддистський категоріально-понятійний апарат у китайсько-японській релігійно-філософській традиції (до проблеми семантизації) // Вісник Харківської державної академії дизайну і мистецтв, Вип. 1, Харків: ХДАДМ, 2008.
16. Світоглядний аспект методології досліджень культури традиційних суспільств Далекого Сходу // Спадщина О.Пріцака і сучасні гуманітарні науки: Матеріали міжнародної наукової конференції (Київ, 28—30 травня 2009). — К.: Тов. «Аратта», 2009.
17. Понятійно-категоріальний апарат релігійно-філософських вчень Китаю: до проблеми адекватного розуміння // Китайська цивілізація: традиції та сучасність / За ред. Матвєєвої Л. В. — К: Інститут сходознавства НАН України, 2009.
18. Особисте та особистісне в методології китаєзнавчих та японознавчих досліджень // Актуальні питання сходознавства, славістики, україністики (Пам'яті О.Пріцака) / Відповід. Ред. Лучик В. — К.: НаУКМА, 2010.
19. Концепт «культури права» у філософських традиціях Китаю: до проблеми методології дослідження // Українська орієнталістика / За ред. Срібняка І. В. — К.: НаУКМА, 2011.
20. Проблеми методології далекосхідної орієнталістики // Українська орієнталістика / За ред. Срібняка І. В. — К.: НаУКМА, 2011.

### Монографія
1. Зрительно-звуковая опора восприятия идеограмм. — К.: КГУ, 1978. — 46 с.

### Посібники
1. Семантическая структура иероглифической письменности (базовые структурные элементы). — К.: КГУ, 1985. — 132 с.
2. Элементы семантико-графической системы иероглифической письменности. — К.: УМК ВО, 1988. — 354 с.
3. Семантические элементы знаков иероглифической письменности. — К.: УМК ВО, 1989. — 356 с.

### Тести (збірники)
1. Лексико-иероглифические тести по японскому языку, Ч.1, К.: КГУ, 1980. — 46 с.
2. Лексико-иероглифические тести по японскому языку, Ч.2, К.: КГУ, 1980. — 90 с

### Редагування
1. Що таке японська модель (переваги та вади в добу глобалізації). — К.: НаУКМА, 2003. — 136 с.
2. Духовність, мораль, етика традиційних суспільств Далекого Сходу. — К.: НаУКМА, 2007. — 294 с.
3. Культура перекладу китайської та японської прози й поезії: світоглядний аспект. — К.: НаУКМА, 2009. — 86 с.